# Эриг, Андреа
Андреа Эриг-Мичерлих (Шёне) (нем. Andrea Ehrig-Mitscherlich, ранее по-мужу Schöne, 1 декабря 1960, Дрезден, ГДР) — восточногерманская конькобежка, чемпионка зимних Олимпийских игр 1984 года, 6-кратная призёр зимних Олимпийских игр, двукратная чемпионка мира и 4-кратная призёр чемпионатов мира, пятикратная чемпионка  Европы в многоборье, 11-кратная чемпионка ГДР и 14-кратная призёр чемпионатов, многократная рекордсменка мира. Выступала за клуб "Айнхейт" Дрезден.

## Биография
Андреа в возрасте 5-ти лет занялась фигурным катанием, а именно парным катанием в клубе "BSG Trafficbetriebe Dresden". Её отец Иоахим Мичерлих водил дочку на каток. В 12 лет она сильно подросла и тренеры посоветовали ей закончить занятия фигурным катанием. Тренер по скоростному бегу Райнер Мунд предложил Андреа перейти в конькобежный спорт и в 1973 году она уже выступала на чемпионате ГДР. В 1975 году заняла 3-е место на чемпионате ГДР среди юниоров в многоборье, а также выиграла детско-юношескую спартакиаду ГДР.
В 1976 году 15-летняя Андреа Мичерлих на зимних Олимпийских игр в Инсбруке преподнесла сюрприз на дистанции 3000 м и завоевала серебряную медаль, совсем немного проиграла советской спортсменке Татьяне Авериной. На дистанции 1500 м была 10-й. В 1977 году стала чемпионкой ГДР в спринтерском и классическом многоборье. В 1979 году она также выиграла 3000 м на Национальном чемпионате. На зимних Олимпийских игр в Лейк-Плесиде заняла 4-е место на 3000 метров и 6-е место на 1500 м.
В том же 1980 году Андреа вышла замуж, позднее родился ребёнок и она вновь появилась в сезоне 1981/82 под фамилией Шёне. Уже в январе 1982 года на чемпионате Европы заняла 6-е место в многоборье, а следом выиграла серебряные медали на чемпионате мира в классическом многоборье и на чемпионате ГДР в многоборье. Через год выиграла многоборье на чемпионате Европы в Херенвене и на чемпионате мира в классическом многоборье в Хемнице. На чемпионате мира в спринтерском многоборье заняла 6-е место.
В 1984 году на чемпионате мира в классическом многоборье в Девентере Андреа стала серебряным призёром, а следом на зимних Олимпийских играх в Сараево, выступая под фамилией первого мужа Шёне, завоевала серебряные медали на дистанциях 1000 и 1500 метров и взяла золото на 3000 м. На следующий год она вновь выиграла золотые медали на чемпионате Европы в Гронингене и на чемпионате мира в классическом многоборье в Сараево. В марте на чемпионате мира в спринтерском многоборье финишировала 4-й.
В 1986 году Андреа выиграла чемпионат ГДР на дистанциях 1500, 3000 и 5000 м, после чего в третий раз стала чемпионкой Европы в многоборье и финишировала первой на Кубке мира в Давосе на дистанции 3000 м. В феврале на чемпионате мира в классическом многоборье стала серебряным призёром, а на спринтерском чемпионате мира осталась на 6-м месте. Через год вновь выиграла чемпионат ГДР почти на всех дистанциях, только на 500-метровке заняла 2-е место. Ещё раз выиграла чемпионат Европы в многоборье и вновь стала 2-й на чемпионате мира в классическом многоборье.
В 1988 году Андреа в пятый раз стала чемпионкой Европы в многоборье, на чемпионате мира в спринте финишировала 6-й. На своих четвёртых зимних Олимпийских играх в Калгари, выступая под фамилией второго мужа Эриг, соревновалась на всех пяти дистанциях и завоевала серебро на 3000 и 5000 метров и бронзу на 1500 м. На дистанции 500 м заняла 10-е место, а на 1000 м стала 4-й. Андреа Эриг-Мичерлих с 1983 по 1987 установила 10 мировых рекордов. В 1988 году она завершила карьеру спортсменки.

## Рекорды мира
| Номер | Дистания   | Время   | Дата            | Место    |
| ----- | ---------- | ------- | --------------- | -------- |
| 1     | 5000 м     | 7.40,97 | 23 января 1983  | Херенвен |
| 2     | многоборье | 177,669 | 23 января 1983  | Херенвен |
| 3     | 3000 м     | 4.20,91 | 23 марта 1984   | Медео    |
| 4     | 1500 м     | 2.03,34 | 24 марта 1984   | Сараево  |
| 5     | 5000 м     | 7.34,52 | 24 марта 1984   | Медео    |
| 6     | многоборье | 171,760 | 24 марта 1984   | Медео    |
| 7     | 5000 м     | 7.32,82 | 10 февраля 1985 | Сараево  |
| 8     | 5000 м     | 7.31,45 | 12 января 1986  | Geithus  |
| 9     | 5000 м     | 7.20,99 | 22 марта 1986   | Медео    |

## Личная жизнь
Андреа Эриг работала медсестрой. Изучала медицинскую педагогику в Университете Берлина. Была замужем за Шёне с 1980 года, в 1985 году вышла замуж за немецкого конькобежца Андреаса Эрига.